# Prélude et fugue en ré majeur (BWV 874)
Le Clavier bien tempéré II
Pour un article plus général, voir Le Clavier bien tempéré.
Le prélude et fugue en ré majeur, BWV 874 est le cinquième couple de préludes et fugues du second livre du Clavier bien tempéré de Jean-Sébastien Bach, compilé de 1739 à 1744.
Le prélude d'une dimension exceptionnelle, évoque le caractère d'une sonate bipartite de Scarlatti. La fugue à quatre voix, en style vocal, se focalise sur le procédé de strette auquel se prête son sujet ; la complexité est comparable à L'Art de la fugue.

## Prélude
Le prélude, noté simultanément  et 
, de 56 mesures, est l'un des diptyques les plus joués, l'une des plus magnifiques pièces de clavecin du second livre, que Ferruccio Busoni qualifie de douée d'un « sentiment de liberté sans contrainte ».
Bach compose pour cette tonalité une pièce longue, à trois voix, aux allures de gigue, articulée en deux parties d'inégale longueur. Plus que prélude, elle prend la forme d'une véritable sonate mono-thématique régulièrement structurée, avec exposition (mesures 1–16), développement (mesures 17–40) et réexposition (mesures 40–56).
Le thème est une fanfare sur l'accord de ré majeur suivie d'une réponse très orchestrale semblant convier d'abord les flûtes à la mesure suivante et les cordes à la troisième mesure. L'exposition elle-même annonce les grands classiques avec son thème de quatre mesures, le conséquent de huit et la conclusion de quatre mesures. Pour la seconde section, le thème est renversé.
L'inspiration évoque Scarlatti, (voir aussi celui en si-bémol majeur) ; et pour la forme — si ce n'est l'absence de second thème — ce prélude-sonate peut soutenir la comparaison avec une œuvre de jeunesse de Haydn ou Mozart et aux œuvres de la décennie 1740 d'Emanuel et Friedemann Bach (sonate en ré majeur, F. 3, éd. 1745). Dans sa solennité, Keller rapproche ce prélude de la sinfonia d'ouverture de la cantate BWV 29, également en ré majeur.

L'écriture simultanée en binaire () et en ternaire (
) est courante chez Bach, mais d'habitude seul le mètre binaire est écrit ; les triolets sont indiqués au début, puis laissés à la sagacité du lecteur.

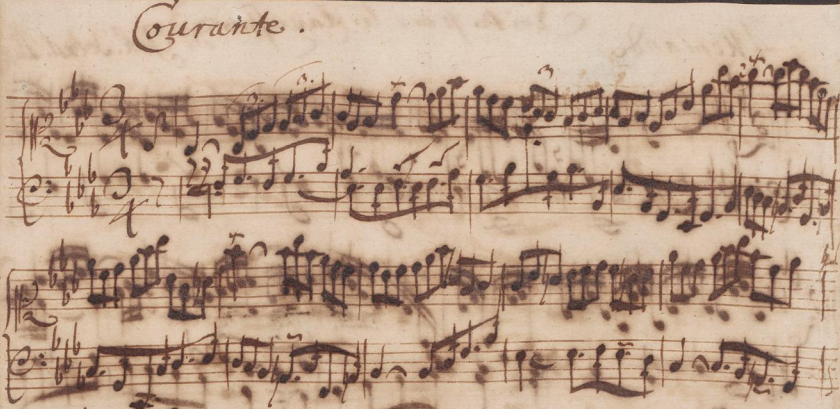
Extrait de la Courante de la 4e suite française (BWV 815).

 Voir par exemple la Courante de la 4e suite française (BWV 815) qui est notée 
 plutôt que 
.
Autre convention habituelle, l'écriture « croche-pointée double » (en binaire) remplace l'écriture « noire croche » (en ternaire), ce qui permet une ligature facilitant la lecture de l'interprète. D'ailleurs la double-croche est alors alignée verticalement avec la troisième des groupes de trois croches, comme on le voit aux mesures 5 et 6 du prélude.
Au contraire, deux croches ou quatre croches à la suite (en binaire) sont jouées régulièrement ; on le voit à la mesure 18, où elles sont alignées avec des séries de trois doubles-croches en ternaire.
Cette pièce pourrait être écrite entièrement en 
, avec des quartolets à trois endroits : d'abord aux mesures 2 et 4, puis aux mesures 18 et 20, enfin aux mesures 42 et 44. Bien entendu cela alourdirait la partition avec de nombreuses noires pointées, et surtout de nombreuses paires de soupirs et demi-soupirs car on n'avait pas l'habitude d'écrire des soupirs pointés.

## Fugue
La fugue à quatre voix, notée , est longue de 50 mesures.
Le sujet est en style de choral, calme et noble, dont les premières notes répétées évoquent la canzone des maîtres du XVIIe siècle. Bien que ce sujet soit composé de deux motifs, l'interprète doit bien se garder de le couper en deux. Le motif b revient près de cent fois.

D'allure plus modeste que son prélude, la fugue en strettes est divisée en deux sections : mesures 1–27 et 27–50. L'exposition enchaîne les entrées dans l'ordre : ténor, alto, soprano, basse (mesures 1–10), suivie d'une double redite mais en canon, alto-soprano (mesures 10–12 et 14–16). Après l'exploitation du motif b du premier divertissement, nouvelle présentation en canon à trois voix, ténor, soprano, alto conduisant vers un passage en fa mineur, avec un nouveau canon à l'octave, basse, soprano, alto (mesures 27–28). Suit un canon à la sixte, ténor, alto, soprano (mesure 33). Après une descente de deux octaves de la basse, suit une entrée spectaculaire et isolée du ténor (mesure 40). Bach termine la fugue par un canon très serré (à deux croches de distance), à la tierce inférieure, conviant les quatre voix de haut en bas (mesures 44–46), et très difficile voire impossible à réaliser parfaitement au clavier et « non sans une certaine raideur ».

## Manuscrits
Les deux principales sources, en l'absence de ce couple dans le manuscrit de la British Library Londres (Add. MS. 35 021), sont :
- Bibliothèque d'État de Berlin (P 430), copie datée de 1744, destinée à Johann Christoph Altnikol[9].
- Le manuscrit de Johann Philipp Kirnberger, qui diverge notablement de celui d'Altnikol (Staatsbibliothek de Berlin, Am.B.57).

## Postérité
Mozart a donné une transcription de cette fugue à quatre voix, K.405/5 (1782) avec quatre autres, pour quatuor à cordes.
Théodore Dubois en a réalisé une version pour piano à quatre mains, publiée en 1914.